# Marius Priseceanu
Marius Priseceanu (n. 18 februarie 1971, Pitești) este un fost jucător român de fotbal, care a activat pe postul de mijlocaș.

### Activitate
- FC Argeș Pitești (1988-1989)
- FC Argeș Pitești (1989-1990)
- FC Argeș Pitești (1990-1991)
- Dinamo București (1991-1992)
- FC Argeș Pitești (1991-1992)
- Dinamo București (1992-1993)
- Dinamo București (1993-1994)
- Sportul Studențesc (1993-1994)
- Sportul Studențesc (1994-1995)
- FC Argeș Pitești (1994-1995)
- FC Argeș Pitești (1995-1996)
- Jiul Petroșani (1996-1997)
- Dacia Pitești (1997-1998)
- FCM Târgoviște (1997-1998)
- FCM Târgoviște (1998-1999)
- CSM Reșița (1998-1999)
- CSM Reșita (1999-2000)
- Jiul Petroșani (1999-2000)
- Jiul Petroșani (2000-2001)
- Construction Henan (2001-2002)[1]